# Cranberry River (Gauley River)
Der Cranberry River ist ein 39 Kilometer langer linker Nebenfluss des Gauley River im Pocahontas County, Webster County und Nicholas County im US-Bundesstaat West Virginia. Er entwässert ein rund 208 km² großes Gebiet in den südlichen Allegheny Mountains.
Der Cranberry River zählt zusammen mit seinen Zuflüssen zu den besten Forellen-Fischgewässern im Osten der Vereinigten Staaten.

## Verlauf
Der Cranberry River entsteht durch den Zusammenfluss von North Fork Cranberry River und South Fork Cranberry River im Pocahontas County. Der South Fork, der am Cranberry Mountain westlich des Highland Scenic Highway entspringt und die Cranberry Glades durchfließt, ist mit 14,5 Kilometern der längere der beiden Quellflüsse. Der North Fork ist 3,2 Kilometer lang und entspringt am Black Mountain.
Der vereinigte Fluss fließt anfangs in zwei größeren Bögen in westliche und danach in nordwestliche Richtung. Nach der Einmündung des Aldrich Branch schlägt er einen vorwiegend südwestlichen Kurs ein und mündet schließlich bei Woodbine nahe Craigsville in den Gauley River.
Da der Cranberry River hauptsächlich auf dem Gebiet des United States Forest Service verläuft, leben nur wenige Menschen an den Ufern des Flusses. Allerdings findet man mehrere Campingplätze und Picknickplätze am Fluss.